# محمد إبراهيم (مدرب)
محمد إبراهيم، من مواليد 7 فبراير 1962، لاعب كرة قدم كويتي سابق ومدرب كرة قدم حالي.

## مسيرته الكروية
وقد كان يلعب مع نادي القادسية الكويتي، وقد حقق معهم العديد من البطولات.
وقد لعب مع منتخب الكويت لكرة القدم.

### كأس الخليج 1990
وقد سجل هدف في مرمى منتخب قطر لكرة القدم، وقد سجل أربعة أهداف في مرمى منتخب الإمارات لكرة القدم، وقد توج هدافا للبطولة برصيد 5 أهداف.

## مسيرته التدريبية

### بداياته التدريبية
بعد اعتزاله انتقل محمد إبراهيم إلى مجال التدريب، وعمل في موسم 1997/1998 مساعدا للمدرب البرازيلي باتريسيو، وساعد الفريق على الفوز في بطولة كأس ولي العهد في النهائي الشهير أمام نادي السالمية الذي انتهى بفوز نادي القادسية الكويتي 4-3 بالهدف الذهبي، وفي موسم 1998/1999 عمل محمد إبراهيم مساعدا للمدرب البرازيلي جورفان فييرا، وساعد الفريق في الفوز بلقب الدوري الكويتي 1998/1999 ، وبعدها عمل محمد إبراهيم مدربا للناشئين في النادي، وفي يناير من عام 2000 استعان به الفريق الأول بنادي القادسية لكي يقوده في بطولة كأس الخليج للأندية، وبالفعل استطاع محمد إبراهيم أن يقود نادي القادسية الكويتي إلى الفوز ببطولة كأس الخليج للأندية، ومحبطا آمال نادي الهلال السعودي بطل آسيا في ذلك الوقت، واختير محمد إبراهيم أفضل مدرب في آسيا لشهر يناير سنة 2000 ، وبعدها ترك محمد إبراهيم تدريب الفريق، عاد إلى تدريب الناشئين، وفي موسم 2000/2001 جمع بين جميع بطولات مرحلة تحت 19 سنة، حيث فاز في الدوري العام وكأس الاتحاد، وفي موسم 2001/2002 عمل محمد إبراهيم مدربا لفريق تحت 19 سنه ومساعدا لمدرب الفريق الأول الهولندي وليام لوشيوس، واستطاع أن يفوز مع فريق تحت 19 سنه بلقب الدوري العام، وساعد الفريق الأول على الفوز بلقب كأس ولي العهد.

### موسم 2002/2003
وفي موسم 2002/2003 تم تعيين محمد إبراهيم مدربا لنادي القادسية، واستطاع أن يحصد ثلاثة بطولات في موسمه الأول كمدرب للفريق الأول، وفي البداية استطاع محمد إبراهيم أن يقود إلى الفوز في بطولة كأس الخرافي، بعد أن فاز على نادي كاظمة بركلات الجزاء الترجيحية 6-5، وهي المرة الأولى التي يفوز فيها نادي القادسية الكويتي بهذه البطولة، وبعدها استطاع أن يحرز المركز الثالث في بطولة كأس ولي العهد، وفي بطولة الدوري الكويتي 2002/2003، استطاع أن يحرز مع نادي القادسية الكويتي لقب البطولة، وظفر كذلك بلقب كأس الأمير بعد أن فاز على نادي السالمية بركلات الجزاء الترجيحية 4-1 بعد أن تعادلوا في الأشواط الأربعة بنتيجة 2-2.

### موسم 2003/2004
وفي موسم 2003/2004 حقق محمد إبراهيم مع نادي القادسية الكويتي لقب كأس ولي العهد بعد أن فاز على نادي الكويت بنتيجة 2-1، بعد أن كان نادي الكويت متقدما بالشوط الأول بنتيجة 0-1.

### انتقاله إلى المنتخب
وبعدها قام محمد إبراهيم بتدريب منتخب الكويت لكرة القدم، واستطاع انتشاله من المركز الأخير في التصفيات المؤهلة إلى أولمبياد أثينا 2004، وكاد أن يتأهل إلى النهائيات، لولا تعادله في المباراة الأخيرة مع عمان بنتيجة 0-0، مما أدى إلى تأهل المنتخب العراقي إلى الأولمبياد، وبعدها قاد المنتخب في كأس آسيا 2004 واستطاع في المباراة الأولى أن يفوز على منتخب الإمارات لكرة القدم بثلاثة أهداف مقابل هدف واحد، ولكن في المباراة الثانية خسر المنتخب الكويتي أمام المنتخب الأردني بنتيجة 2-0 علما بأن المنتخب الأردني كان يلعب بعشرة لاعبين منذ منتصف الشوط الثاني، وفي المباراة الأخيرة خسر المنتخب الكويتي أمام منتخب كوريا الجنوبية لكرة القدم خسارة مذله بنتيجة 4-0، وفي تصفيات كأس العالم لكرة القدم 2006 قاد محمد إبراهيم منتخب الكويت لكرة القدم إلى الإطاحة بمنتخب الصين بعد أن فاز عليه بنتيجة 1-0 في المباراة التي أقيمت في الكويت، وكان تأهل منتخب الكويت لكرة القدم إلى المرحلة الثانية من التصفيات مفاجأة كبرى، لأن منتخب الصين لكرة القدم كان أحد الفرق الأسيوية المتأهلة إلى كأس العالم لكرة القدم 2002، وهو ثاني كأس آسيا 2004، وفي كأس الخليج 2004 الذي أقيم في قطر استطاع منتخب الكويت لكرة القدم أن يفوز في أولى مبارياته أمام منتخب السعودية لكرة القدم بنتيجة 2-1، وفي المباراة الثانية تعادل منتخب الكويت لكرة القدم مع منتخب البحرين لكرة القدم بنتيجه 1-1 بعد أن طرد حكم المباراة اللاعب نواف المطيري من احتكاك بسيط مع لاعب البحرين، وفي المباراة الأخيرة استطاع منتخب الكويت لكرة القدم أن يفوز على نظيرة منتخب اليمن لكرة القدم بثلاثة أهداف مقابل لا شيء، وفي دور الأربعة ألتقى منتخب الكويت لكرة القدم صاحب الأرض والجمهور منتخب قطر لكرة القدم، وفاز في هذه المباراة منتخب قطر لكرة القدم بنتيجة 2-0، وفي مباراة تحديد المركز الثالث خسر منتخب الكويت لكرة القدم أمام منتخب البحرين لكرة القدم بنتيجة 3-1، وبعدها اقيل محمد إبراهيم من تدريب المنتخب بالرغم من أن نتائجه كان أفضل ممن سبقه.

### موسم 2004/2005 العودة للقادسية
وعاد محمد إبراهيم إلى تدريب نادي القادسية الكويتي بعد أن تمت إقالة المدرب البرازيلي دوليو جونيور لسوء أداء الفريق، وكانت أول مباراة يقوم فيها محمد إبراهيم بتدريب الفريق هي نهائي الدوري الكويتي 2004/2005 أمام نادي الكويت، وكان على نادي القادسية الكويتي أن يحقق الفوز لكي يفوز بالدوري، حيث إن الخسارة أو التعادل ستذهب الدوري إلى نادي الكويت، وفاز نادي القادسية الكويتي بالمباراة بنتيحة 3-2، وحقق لقب الدوري الكويتي للمرة الثالثة على التوالي، وبعد أن فاز بالدوري بعدد من الأيام كان على نادي القادسية الكويتي أن يلعب في نهائي كأس ولي العهد أمام نادي الكويت أيضا، وقد أصيب حارس المرمى نواف الخالدي، وقبل استبداله استطاع نادي الكويت أن يسجل هدف التقدم، وفي نهاية الشوط الثاني دفع محمد إبراهيم باللاعب أحمد البلوشي، وقال له بالعامية: (دش وخلصنا) وبالفعل استطاع أحمد البلوشي أن يسجل هدف التعادل لنادي القادسية، بعد أن كانت جماهير نادي الكويت تحتفل بالفوز، واستطاع نادي القادسية الكويتي أن يفوز على نادي الكويت بركلات الجزاء الترجيحية، وقد جددت إدارة نادي القادسية الكويتي الثقة بالمدرب محمد إبراهيم، وأبقته على رأس الإدارة الفنية للفريق الأول.

### موسم 2005/2006
وفي موسم 2005/2006، استطاع نادي القادسية الكويتي أن يفوز بلقب بطولة كأس الخليج للأندية للمرة الثانية في تاريخه، وفاز بعدها بأقل من شهر بكأس الخرافي للمرة الثانية في تاريخه أيضا، وفي الدوري الكويتي 2005/2006 ظل نادي القادسية الكويتي متصدرا للدوري لمدة 24 أسبوع، ولكن نادي الكويت استطاع أن يفوز بلقب الدوري الكويتي في الجولة الأخيرة، ولكن محمد إبراهيم استطاع أن يعوض على جماهير نادي القادسية الكويتي ضياع الدوري الكويتي، وحقق لهم بطولة كأس ولي العهد وأمام نادي الكويت بالتحديد ليثأر منه، وفي بطولة دوري أبطال آسيا 2006، استطاع محمد إبراهيم أن يقود نادي القادسية الكويتي للوصول إلى دور الثمانية، ويعد نادي القادسية الكويتي هو النادي الكويتي الوحيد الذي وصل إلى هذا الدور في هذه البطولة، وفي كأس الأمير وصل نادي القادسية الكويتي إلى المباراة النهائية، وألتقى مع خصمه اللدود نادي العربي الكويتي، ولكن بسبب الإرهاق، وإضاعة الفرص السهلة أمام المرمى فاز نادي العربي الكويتي بالبطولة.
وبعد كأس الأمير قال محمد إبراهيم أنه لا يريد أن يكمل التدريب في نادي القادسية الكويتي، وأنه يريد أن يرتاح من مهنه التدريب، ولكن أمير دولة الكويت صباح الأحمد الجابر الصباح أمره بعدم ترك التدريب، وقد وافق محمد إبراهيم على هذا الأمر.

### موسم 2006/2007
يعد موسم 2006/2007 من أصعب المواسم في تاريخ نادي القادسية الكويتي، حيث بدأ الفريق باللعب منذ شهر أغسطس في تصفيات كأس الخليج للأندية وحتى شهر يونيو في نهائي كأس الأمير 2006/2007، وقد أستطاع نادي القادسية الكويتي أن يكمل مشواره في بطولة دوري أبطال آسيا 2006 وتعادل مع نادي العين الإماراتي في دور الثمانية بهدفين مقابل هدفين في الكويت، ولكن في مباراة العودة في العين، استطاع نادي القادسية الكويتي بأن يفوز بثلاثة أهداف مقابل لا شيء، وليتأهل نادي القادسية الكويتي إلى دور النصف نهائي في دوري أبطال آسيا، وليقابل نادي الكرامة السوري، وفي المباراة الأولى في سوريا تعادل نادي القادسية الكويتي مع نادي الكرامة 0-0، وبذلك يكون نادي القادسية الكويتي النادي الوحيد الذي لم يخسر في أرض نادي الكرامة، وفي مباراة العودة، استطاع نادي الكرامة بأن يفوز بهدف مقابل لاشيء وليتأهل إلى نهائي البطولة.
وتأهل نادي القادسية الكويتي إلى الدور النصف نهائي في كأس الخليج للأندية بالرغم من مشاركته بفريقه الاحتياطي، ولعب في الدور النصف نهائي أمام نادي الجزيرة الإماراتي، واستطاع بأن يتغلب عليه بهدف مقابل لا شيء في الكويت، وفي تعادل معه بهدفين مقابل هدفين في الإمارات، وفي النهائي التقى نادي القادسية الكويتي مع نادي الإتفاق السعودي، وخسر في الكويت بهدف مقابل لا شيء وتعادل في السعودية بهدف مقابل هدف.
وفي دوري أبطال العرب، بدأ نادي القادسية الكويتي مشواره أمام نادي الأنصار اللبناني، واستطاع أن يتغلب عليه بهدفين مقابل هدف في الكويت، وثم بثلاثة أهداف مقابل هدف، وفي دور الستة عشر، التقى نادي القادسية الكويتي مع النادي الأفريقي التونسي، واستطاع التغلب عليه في الكويت بهدف مقابل لاشيء، وتعادل في تونس بهدف مقابل هدف ليتأهل نادي القادسية إلى الدور الربع نهائي للمرة الثانية على التوالي، ولكنه خرج من دور المجموعات وهو في المركز الأخير.
وفي كأس الخرافي، استطاع نادي القادسية الكويتي بأن يتأهل إلى الدور النصف نهائي بالرغم من أنه لعب في تشكيله جلها من اللاعبين الاحتياطيين والشباب مثل حمد العنزي وخالد النمش، ولكنه خسر أمام نادي الكويت بهدف مقابل لا شيء وثم خسر في مباراة تحديد المركزين الثالث والرابع بهدف مقابل لا شيء أمام نادي العربي الكويتي.
وفي الدوري الكويتي 2006/2007، لم يقدم نادي القادسية الكويتي المستوى المأمول وخرج من البطولة وو في المركز الرابع، وفي كأس ولي العهد، استطاع نادي القادسية الكويتي بأن يتأهل إلى الدور النصف نهائي ولكن خسر أمام نادي كاظمة بهدفين مقابل لا شيء، وحصل على المركز الثالث بعد تغلبه على نادي التضامن الكويتي بخمسة أهداف مقابل لا شيء.
وفي كأس الأمير، أستطاع نادي القادسية الكويتي بأن يتأهل إلى الدور الربع نهائي بعد تغلبه على نادي الفحيحيل بهدفين مقابل هدف، وفي الدور الربع نهائي فاز أمام نادي الصليبيخات بخمسة أهداف مقابل لا شيء، وفي الدور النصف نهائي فاز على نادي الكويت بهدف مقابل لا شيء في الدقيقة الأخيرة من الوقت بدل الضائع في الشوط الإضافي الثاني، وفي نهائي كأس الأمير فاز نادي القادسية الكويتي على نادي السالمية بخمسة أهداف مقابل لا شيء واستطاع أن يحرز لقب كأس الأمير بعد غياب سنتين، وبعدها أعلن أنه يريد أن يأخذ راحة لمدة سنة عن التدريب.

### تدريبه لنادي السالمية
في يوم 1 مارس 2008 أعلن نادي السالمية بأنه سيعين محمد إبراهيم كمدرب للفريق بدلا من مانويل نيكا ، وفي يوم 4 مارس 2008 أعلن نادي السالمية بأنه عينه مدربا للفريق حتى نهاية الموسم ، وهو أول نادي يعمل معه بعد نادي القادسية الكويتي، وقال محمد إبراهيم بأن المهمة التي سيلاقيها في تدريب نادي السالمية صعبة ولكن ليست مستحيلة، وقال بأنه يعرف العديد من لاعبي نادي السالمية مثل سعود سويد ويعقوب الأنصاري وأحمد العيدان وبشار عبد الله ومحمد البريكي وصالح البريكي وصالح مهدي وفرج لهيب من المنتخب والبرازيلي غلاوسيو كارفاليو الذي دربه مع نادي القادسية الكويتي، وقد تم تعيين ماهر الشمري وعيسى فلاح مساعدين له.
قال جمال سالم أمين سر نادي السالمية بأن تعيين محمد إبراهيم ليس تقليلا من قدرات المدربين المحليين الآخرين في نادي السالمية ولكنهم اعتذروا عن قبول المهمة.
في يوم 5 مارس 2008 تحدث عن مباراة نادي السالمية ونادي التضامن الكويتي في إطار الدوري الكويتي 2007/2008، وقال بأن المهمة أمام نادي التضامن الكويتي صعبة لأنه منا لفرق التي تلعب كرة ممتعة، وقال أيضا أن فريقه يعاني من الإصابات ، وفي يوم 7 مارس 2008 حقق نادي السالمية فوزه الأول في المباراة الأولى مع المدرب على نادي التضامن الكويتي 1-0 في إطار الدوري الكويتي 2007/2008 ، وفي مباراة الفريق الثانية تحت قيادة المدرب، حقق تعادل مخيب للآمال مع نادي الساحل الكويتي متذيل الترتيب ليبتعد عن المنافسة على لقب الدوري الكويتي 2007/2008 ، في يوم 4 ابريل 2008 استطاع نادي السالمية بأن يفوز على نادي الكويت بهدف مقابل لا شيء.
في يوم 18 مارس 2008 أعلن محمد إبراهيم بأن هدفه هو الفوز بلقب كأس الأمير 2007/2008.
في يوم 31 مارس 2008 قال رئيس نادي السالمية الشيخ خالد اليوسف الصباح بأن التجديد لمحمد إبراهيم سابق لأوانه لأن الفريق يفكر في كأس الأمير 2007/2008.
في يوم 7 ابريل 2008 حقق نادي السالمية الفوز على نادي خيطان بنتيجة هدفين مقابل لا شيء في مباراة الذهاب من الدور التمهيدي لبطولة كأس الأمير 2007/2008، وقال محمد إبراهيم بأن هذا الفوز مهم وقال بأن الفوز بهدفين لا يعني بأن الفريق قد ضمن التأهل حيث هناك مباراة إياب ، وقد جدد فوزه على نادي خيطان مرة أخرى بهدفين مقابل لا شيء في مباراة الإياب ، وفي يوم 16 ابريل 2008، تعادل نادي السالمية مع نادي الكويت بهدف لكل منها في مباراة الذهاب ، وفي يوم 27 ابريل 2008 استطاع نادي السالمية بأن يفوز بهدف مقابل لا شيء ليتأهل إلى الدور النصف نهائي، وقال محمد إبراهيم بأن المهمة لم تنته حيث الفريق سيواجه نادي الصليبيخات حيث طموح الفريق الفوز باللقب ، وفي يوم 1 مايو 2008 فاز نادي السالمية على نادي الصليبيخات بهدف مقابل لا شيء في مباراة الذهاب ، وفي مباراة الإياب في يوم 9 مايو 2008 تعادلوا مع نادي الصليبيخات 0-0 ليتأهل نادي السالمية إلى المباراة النهائية في كأس الأمير 2007/2008 ، وقد خسروا في المباراة النهائية أمام نادي العربي الكويتي بهدفين مقابل هدف واحد.

### عودته لتدريب القادسية
في يوم 15 مايو 2008 تم تداول خبر بأن محمد إبراهيم سيعود إلى نادي القادسية الكويتي في موسم 2008/2009 ، وفي يوم 18 مايو 2008 أعلن نادي القادسية الكويتي بأن محمد إبراهيم سيعود لتدريب الفريق في موسم 2008/2009، وسيكون معه مدرب الحراس أحمد دشتي ، وفي يوم 19 مايو 2008 أعرب محمد إبراهيم عن سعادته بعودته إلى نادي القادسية الكويتي ، في يوم 30 مايو 2008 قال بأن نادي القادسية الكويتي لم يكن سيئا في موسم 2007/2008 بالرغم من عدم حصوله على أي بطولة كبرى، وقال بأن تأهله إلى الدور الثاني من بطولة دوري أبطال آسيا 2008 هو دليل على ذلك، وقد أشار إلى أنه سيجري تغييرات طفيفة على مستوى المحترفين ، وقال بأنه طرح اسم سيدو تراوري لكي يصبح مساعد له في الفريق ولذلك بسبب علاقته الجيدة مع اللاعبين ، وفي 12 يونيو 2008 قيل بأن محمد إبراهيم يريد تصفية عدد لاعبي الفريق خصوصا بعد انضمام عدد من لاعبي فريق تحت 19 إلى الفريق الأول بسبب تجاوزهم عمر العشرين سنة ، وفي يوم 19 يونيو 2008 تم تعيين مساعد لمحمد إبراهيم وهو الصربي بيتروفيتش ، وفي يوم 20 يونيو 2008 قال فواز الحساوي نائب رئيس نادي القادسية الكويتي بأن محمد إبراهيم لن يعود لتدريب المنتخب في الموسم القادم ، وفي يوم28 يونيو 2008 قال محمد إبراهيم بأن الإتحاد الكويتي لكرة القدم سيطلبه لتدريب المنتخب وسيقدم كتاب رسمي لنادي القادسية بهذا الشأن ، وفي يوم 29 يونيو 2008 قدم أرسل الاتحاد الكويتي لكرة القدم كتاب رسمي إلى نادي القادسية يطلب فيه استمرار المدرب معه، وقال نادي القادسية بأنه سيبحث هذا الموضوع في يوم 2 يوليو ، وقال رضا معرفي بأن النادي سيبحث إعارة محمد إبراهيم إلى المنتخب أن الأمر بيد مجلس الإدارة ، وفي يوم 1 يوليو 2008 قال فواز الحساوي بأنه ضد إعارة محمد إبراهيم للمنتخب بسبب عدم وجود استحقاقات للمنتخب في الفترة القادمة وأن بقاءه مع نادي القادسية أفضل ، وهناك أعضاء آخرون في مجلس إدارة نادي القادسية يريدون الإبقاء على محمد إبراهيم مدربا للنادي ، وفي يوم 2 يوليو 2008 وافق مجلس إدارة نادي القادسية على بقاء محمد إبراهيم كمدرب لنادي القادسية واعتذروا للمنتخب عن عدم إعارته، وأعتمد الجهاز الفني الذي سيكون برئاسة محمد إبراهيم ويعاونه نيناد نوكوفيتش كمساعد للمدرب وغوران ميتكوفيتش كمدرب للياقة وأحمد دشتي كمدرب للحراس.
وفي يوم 30 أكتوبر 2008 تم اختياره أفضل مدرب في الدوري الكويتي 2008/2009 بعد الجولة الرابعة.
في يوم 16 ديسمبر 2008 حصل على المركز الثاني في استفتاء جريدة الوسط الكويتية لاختيار أفضل مدرب في الكويت في عام 2008 برصيد 415 نقطة خلف مدرب نادي العربي الكويتي أحمد خلف الذي حصل على 452 نقطة.
| البطولة                       | الفوز | الخسارة | التعادل | له | عليه |
| ----------------------------- | ----- | ------- | ------- | -- | ---- |
| كأس الخليج للأندية 2008/2009  | 4     | 0       | 1       | 15 | 4    |
| كأس الاتحاد الكويتي 2008/2009 | 2     | 0       | 0       | 6  | 2    |
| دوري أبطال آسيا 2008          | 1     | 1       | 0       | 3  | 4    |
| الدوري الكويتي 2008/2009      | 3     | 1       | 1       | 7  | 5    |
| المجموع                       | 11    | 2       | 2       | 31 | 15   |

### تدريبه لمنتخب الكويت
في يوم 3 يونيو 2008، تم تداول اسم محمد إبراهيم ليدرب منتخب الكويت لكرة القدم خلفا للكرواتي رادان غاسانين ، وفي يوم 4 يونيو 2008 تم تعيينه مدربا للمنتخب بعد إقالة رادان ، وشكر محمد إبراهيم نادي القادسية الكويتي بعد الموافقة على تعيينه مدرب للمنتخب، وقال بأنه يتمنى ضم بشار عبد الله وفرج لهيب وبدر المطوع للمنتخب ، وقد قام بقيادة أول تدريب للمنتخب في نفس اليوم، وقد تم تداول اسم أحمد خلف ليكون مساعد له في المنتخب ، وقد قال رضا معرفي أمين سر نادي القادسية الكويتي بأن ناديه لم يتردد في الموافقة على إعارة محمد إبراهيم للمنتخب، وقال بأنه لا يمانع في استمرار محمد إبراهيم مع المنتخب إذا تأهل المنتخب ولكنه سيستمر مع نادي القادسية مثله مثل حال المدرب السابق رادان عندما كان يدرب نادي الكويت ومنتخب الكويت لكرة القدم ومدرب منتخب سوريا لكرة القدم ونادي الكرامة محمد قويض ، وفي يوم 5 يونيو 2008 تم تعيين أحمد خلف مساعد لمحمد إبراهيم، وقد قال محمد إبراهيم بأنه سعيد بالتعاون معه.
وفي يوم 8 يونيو 2008 قاد منتخب الكويت للفوز على منتخب سوريا لكرة القدم بأربعة أهداف مقابل هدفين ، وفي يوم 14 يونيو 2008 خسر منتخب الكويت من منتخب الإمارات لكرة القدم بنتيجة 3-2، وبذلك يخرج المنتخب من تصفيات كأس العالم لكرة القدم 2010.

### تدريبه لنادي الكويت
في أكتوبر عام 2014 أعلن نادي الكويت الرياضي التعاقد مع المدرب محمد إبراهيم لعقد يمتد لسنتين، وكان أول موسم ناجحا لمحمد إبراهيم حيث استطاع إحراز لقب الدوري الكويتي بعد أن حسمها في الجولات الأخيرة من موسم 2015/2014 إضافة إلى فوزه بكأس السوبر الكويتي.

## قيادته للمنتخب في كأس الخليج 2009
وفي يوم 15 أكتوبر 2008 طلبه الإتحاد الكويتي لكرة القدم لتدريب المنتخب في مباراة اعتزال اللاعب جاسم الهويدي أمام منتخب إيران لكرة القدم في 11 نوفمبر 2008، وقال محمد إبراهيم بأنه لا يمانع من تدريب المنتخب وأن الأمر يعود إلى نادي القادسية بالموافقة أو بعدم الموافقة ، وفي يوم 23 أكتوبر 2008 وافق نادي القادسية على إعارته للمباراة ، وتكون إعارة محمد إبراهيم للمنتخب لمدة 10 أيام من 10 نوفمبر إلى 20 نوفمبر ، وقد لا تتم الإعارة بسبب قرار الإتحاد الدولي لكرة القدم بتعليق النشاط الرياضي في الكويت ، وفي 4 نوفمبر 2008 رفض محمد إبراهيم تدريب المنتخب في الفترة التي تسبق بطولة كأس الخليج 2008 لأنه يريد أن يعرف عن استمراره مع المنتخب ، وقد طلب من لجنة التدريب في الإتحاد الكويتي لكرة القدم مدة يومين للتفكير بسبب الفترة القصيرة التي سيتولى فيها تدريب المنتخب، وفي حال رفض محمد إبراهيم تدريب المنتخب سيتولى أحمد خلف المهمة ، وقال الاتحاد الكويتي لكرة القدم بأن سيتم إسناده مهمة تدريب المنتخب في كأس الخليج 2009، وقد طلب من الاتحاد إذا كان يريد التعاقد معه لمدة سنة راتب يبلغ سبعة آلاف دينار ووجود الطاقم التدريبي المتواجد معه في نادي القادسية معه في المنتخب ، وقد تكون هناك منافسة من قبل الروماني ميهاي ستويكيتا مدرب نادي السالمية ومدرب نادي الكويت الصربي إدميلر إيفانسيتش ، وقد خاطب الاتحاد الكويتي لكرة القدم نادي القادسية بشأن الاستعانة به من الفترة 1 ديسمبر 2008 وحتى 1 فبراير 2009 ، وسيكون لنادي القادسية ثلاثة شروط للاستغناء عنه، وهي إما أن يتعاقد الاتحاد معه كمدرب دائم حتى يبحث القادسية عن مدرب خلال تلك الفترة أو أن يتم إيقاف النشاط الرياضي في هذه الفترة أو أن يتعاقد الاتحاد مع مدرب أجنبي بديلا عنه ، وفي يوم 16 نوفمبر 2008 وافق الجهاز الإداري لفريق كرة القدم على نادي القادسية على إعارته إلى المنتخب ورفع هذه الموافقة إلى مجلس الإدارة مع ترشيح مساعده نيناد نوكوفيتش لقيادة نادي القادسية خلال الفترة التي يقود فيها المنتخب مع ترشيح مدرب الحراس أحمد دشتي ليعمل مساعدا له ، وسيدرس طريقة إعداد المنتخب مع رئيس لجنة التدريب في الاتحاد عبد اللطيف الرشدان وسيتم اختيار دولة من الثلاثة دول المقترحة لإقامة المعسكر وهي قبرص ولبنان ومصر  الذي قال بأن الاتحاد في انتظار موافقة القادسية الرسمية لكي يضع خطة الإعداد ، وسيحسم نادي القادسية مسألة إعارته إلى المنتخب في يوم 19 نوفمبر2008 بعد اجتماع مجلس الإدارة ، ووافق نادي القادسية على إعارته إلى المنتخب ، ووضع نادي القادسية شروط على إعارته منها تغيير موعد الإعارة من 1 ديسمبر إلى 6 ديسمبر لأن القادسية سيلعب في يوم 5 ديسمبر مع نادي التضامن الكويتي قبل أن يتوقف النشاط الرياضي لاستعدادات المنتخب لكأس الخليج، والشرط الثاني هو عدم خوض القادسية أي مباراة في الدوري طوال الفترة التي يكون فيها معار مع المنتخب، والشرط الثالث ضرورة وجود عقد رسمي بينه وبين الاتحاد ، وأصبح مساعده في تدريب المنتخب هو مدرب اللياقة الذي يعمل معه في نادي القادسية غوران ميتكوفيتش بعد رفضه وجود أي مدرب وطني معه كمساعد بعد اعتذار ماهر الشمري عن قبول المهمة ، وفي يوم 23 نوفمبر 2008 قال الاتحاد الكويتي لكرة القدم بأن غوران توفاز مدرب نادي الشباب الكويتي قد يكون مساعدا له في المنتخب ، وأعلن تشكيلة المنتخب الأولية في يوم 2 ديسمبر 2008 ، وقد اختار 11 لاعب من نادي القادسية وقال عن سبب هذا الاختيار لأنه يعرف قدراتهم جيدا من خلال تدريبه لهم وأنهم خاضوا العديد من المشاركات الخارجية، وقال بأن المنتخب يمتلك وفرة كبيرة من المهاجمين المتميزين إضافة إلى لاعبي خط الوسط ولكن المنتخب يعاني من خط الدفاع بسبب اعتماد الأندية على المحترفين في هذا المركز ، وبدأت تدريبات المنتخب في 9 ديسمبر 2008 على ملعب محمد الحمد بنادي القادسية ، وغاب عن التدريب الأول للمنتخب بسبب إصابته بالإنفلونزا.
وفي افتتاح بطولة كأس الخليج 2009، تعادل منتخب الكويت لكرة القدم مع منتخب عمان لكرة القدم سلبا بعد أن أضاع منتخب الكويت عددا من الفرص ، وفي المباراة الثانية استطاع منتخب الكويت لكرة القدم تحقيق الفوز على منتخب البحرين لكرة القدم بهدف مقابل لا شيء سيجله مساعد ندا من كرة ثابتة، وقال الشيخ أحمد فهد الأحمد الصباح بأن محمد إبراهيم هو المدرب الأنسب لقيادة الكويت في تصفيات كأس آسيا 2011  ودعا نادي القادسية الكويتي للبحث عن مدرب بديل ، وقال أحمد فهد الأحمد الصباح بأنه يريد أن يتحدث مع نادي القادسية لكي يتم التوافق على تدريبه للمنتخب ، وتعادل منتخب الكويت لكرة القدم مع منتخب العراق لكرة القدم في المباراة الثالثة في المجموعة بهدف لكل منهما ، وتأهل منتخب الكويت إلى الدور النصف نهائي، ليلاقي منتخب السعودية لكرة القدم، وانتهت مباراتهم بفوز السعودية بهدف مقابل لا شيء.
وقال بأنه آخر مباراة له مع المنتخب ستكون أمام منتخب عمان لكرة القدم في 28 يناير 2009 وبعدها سينتهي عقده مع الاتحاد ويعود لنادي القادسية ، وطالب نائب رئيس نادي القادسية فواز الحساوي الإتحاد الكويتي لكرة القدم بالتعاقد مع مدرب خاص للمنتخب والتوقف عن الاستعانة بمدربين الأندية ، وقد اشترط محمد إبراهيم عقدا لمدة عام لكي يدرب المنتخب ، وفي يوم 19 يناير 2009 أعلنت اللجنة الانتقالية للإتحاد الكويتي لكرة القدم بأنها وافقت على استلام محمد إبراهيم تدريب المنتخب لمدة عام ، وقال نواف جديد العضو بالإتحاد الكويتي بأنه نادي القادسية قد وافق مبدئيا على بقاءه مع المنتخب لمدة سنة ، وستخاطب اللجنة الانتقالية نادي القادسية بخصوص بقاءه مع المنتخب في يوم 25 يناير 2009 ، وقال رئيس نادي القادسية الكويتي الشيخ طلال الفهد الصباح بأن محمد إبراهيم سيعود إلى تدريب نادي القادسية بعد مباراة منتخب الكويت لكرة القدم ومنتخب عمان لكرة القدم في تصفيات كأس آسيا 2011 في 28 يناير 2009، وقال بأن نادي القادسية إن وافق فإنه سيطلب إعارة محمد إبراهيم إلى نادي القادسية من 11 فبراير إلى 20 فبراير 2009 و6 مارس حتى نهاية الموسم نظرا لمشاركة القادسية في المسابقات المحلية ، وقال بأن نادي القادسية قد يوافق على إعارته للمنتخب في مباراة منتخب الكويت لكرة القدم أمام منتخب أستراليا لكرة القدم حتى يبحث الاتحاد عن مدرب للمنتخب ، وبعد مباراة منتخب الكويت وعمان التي انتهت بفوز عمان بهدف مقابل لا شيء أعلن محمد إبراهيم عن تفرغه لقيادة القادسية وعدم توليه تدريب المنتخب حتى لو طلب منه مسؤولي نادي القادسية ذلك.

## إنجازاته

### كلاعب
نادي القادسية الكويتي
- كأس الأمير مرتين: 1988/1989 و 1993/1994
- الدوري الكويتي مرة واحدة: 1991/1992

منتخب الكويت لكرة القدم
- كأس الخليج 1990

### كمساعد مدرب
نادي القادسية الكويتي
- الدوري الكويتي مرة واحدة: 1998/1999.
- كأس ولي العهد مرتين: 1997/1998 و 2001/2002.

### كمدرب
نادي القادسية الكويتي
- الدوري الكويتي 6 مرات:
  - 2002/2003
  - 2004/2005
  - 2008/2009
  - 2009/2010
  - 2010/2011
  - 2013/2014
- كأس الأمير 4 مرات:
  - 2002/2003
  - 2006/2007
  - 2009/2010
  - 2012/2013
- كأس ولي العهد 6 مرات:
  - 2003/2004
  - 2004/2005
  - 2005/2006
  - 2008/2009
  - 2012/2013
  - 2013/2014
- كأس الاتحاد الكويتي مرتين:
  - 2010/2011
  - 2012/2013
- كأس الخرافي مرتين:
  - 2002/2003
  - 2005/2006
- كأس الخليج للأندية مرتين:
  - 2000
  - 2005
- كأس السوبر الكويتي مرتين:
  - 2009/2010
  - 2013/2014

نادي الكويت الرياضي
- الدوري الكويتي مرة:
  - 2014/2015
- كأس السوبر الكويتي مرة:
  - 2014/2015

### بشكل عام
- محمد إبراهيم قاد تدريب نادي القادسية في 61 بطولة حقق منها 24 بطولة، بواقع 424 مباراة فاز في 289 وتعادل 66 وخسر في 69 سجل الفريق خلالها 997 هدفاً بينما اهتزت شباك الفريق بـ 361 هدفًا. وذلك حتى يوم الأحد 30 مارس 2014م.

## مقولاته
- انا لست غريبا على القادسية فهو النادي الذي تربيت فيه وعشت مع الجميع لسنوات طويلة ولا يمكن ان انسى فضل القادسية علي (19 مايو 2008).[83]

## روابط خارجية
- محمد إبراهيم على موقع قاعدة بيانات كرة القدم.إي يو (الإنجليزية)
- محمد إبراهيم على موقع ناشيونال فوتبول تيمز (الإنجليزية)
- محمد إبراهيم على موقع عالم كرة القدم.نت (الإنجليزية)